# Пушки с бастионов Черниговской крепости
Пушки с бастионов Черниговской крепости — памятник истории местного значения в Чернигове, расположенный на территории Черниговского детинца. Состоит из 12 пушек XVI—XVIII веков.

## История
В конце XVIII века Черниговская крепость потеряла свое стратегическое значение и в 1799 году была ликвидирована. На месте бывших укреплений появился Константиновский бульвар. Значительно позже по инициативе местной власти в юго-западной части было решено установить крепостные пушки.
Тарас Шевченко, находясь в 1846 году в Чернигове, посетил цитадель и написал:
В цитадели древней крепости без лафетов лежат три больших крепостных пушки, довольно грубой работы, без украшений и надписей, к которому времени они относятся — неизвестно, — такие же пушки есть и в Городне.
В 1896 году с артиллерийского склада Киевского военного округа поступило четыре крепостные лафета системы Венгловского и Несветовича образца 1856, 1865 годов, непригодные для боевых действий. На них и установили чугунные пушки.

Газета «Черниговские губернские ведомости» в номере от 18 февраля (2 марта) 1896 года писала: 
Последние 2-3 дня в Чернигове оживленно шли работы по наложению тяжелых орудий великого Петра на подаренные с высочайшего соизволения Чернигову крепостные лафеты. 
Первое орудие наложили на лафет вчера, 17 февраля, утром и тотчас же выставили на Валу. Среди дня к тому месту, на котором пушки покоились на земле несколько десятков лет, подкатили лафет и тут же орудие наложили на него, а к вечеру и вторая пушка была выставлена на Валу во всей своей боевой красе.
Неподалеку находился мемориальный обелиск с надписью, который сообщал о времени установки пушек. Однако до наших дней он не сохранился. Эти четыре пушки специалисты относят к первой четверти XVIII века. Существует легенда, что эти пушки подарил городу Пётр I за мужество черниговских казаков, проявленное в Северной войне. Впоследствии на Валу установили ещё восемь пушек.
Стволы имеют разную длину: 1,42 м, 1,64 м, 1,83 м, 2,07 м, 2,22 м, 2,47 м, 2,8 м. Пушки датированы XVII, XVIII, XIX веками. По данным Военно-исторического музея артиллерии, инженерных войск и войск связи города Ленинграда, кроме наземных, на Валу находится и ствол 3,5-футовой (2,2 м) морской пушки начала XIX века. Длина ствола 1,83 м. Стволы всех пушек чугунные, лафеты — стальные. Заводские клейма на стволах орудий отсутствуют. После Великой Отечественной войны пушки были реставрированы.
Решением Черниговского областного совета № 286 от 31 мая 1971 года пушки с бастионов Черниговской крепости взяты на государственный учёт как памятник истории местного значения. Охранный номер 43.
Территория исторического центра Чернигова, где расположены пушки, с 1989 года является кандидатом на включение в список Мирового наследия ЮНЕСКО (входит в предварительный список — Tentative list).

## Сегодняшний день
В 2019 году в исторической части Чернигова (Детинец, Вал) началась масштабная реставрация, в связи с чем летом 2021 г. пушки были временно перевезены на другое место. Стоимость реставрационных работ на Валу по предварительным оценкам составит 308 млн грн.

## Галерея

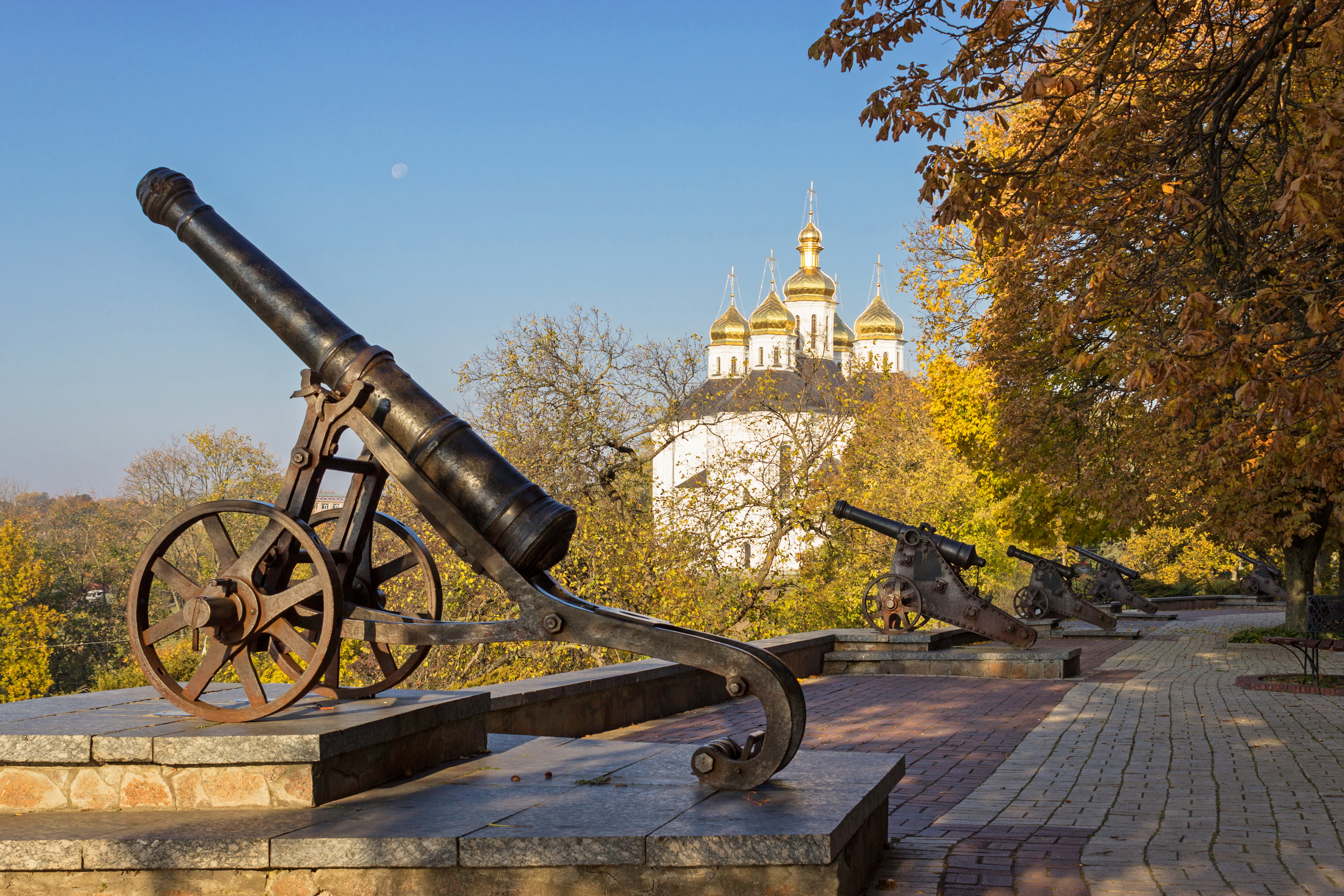
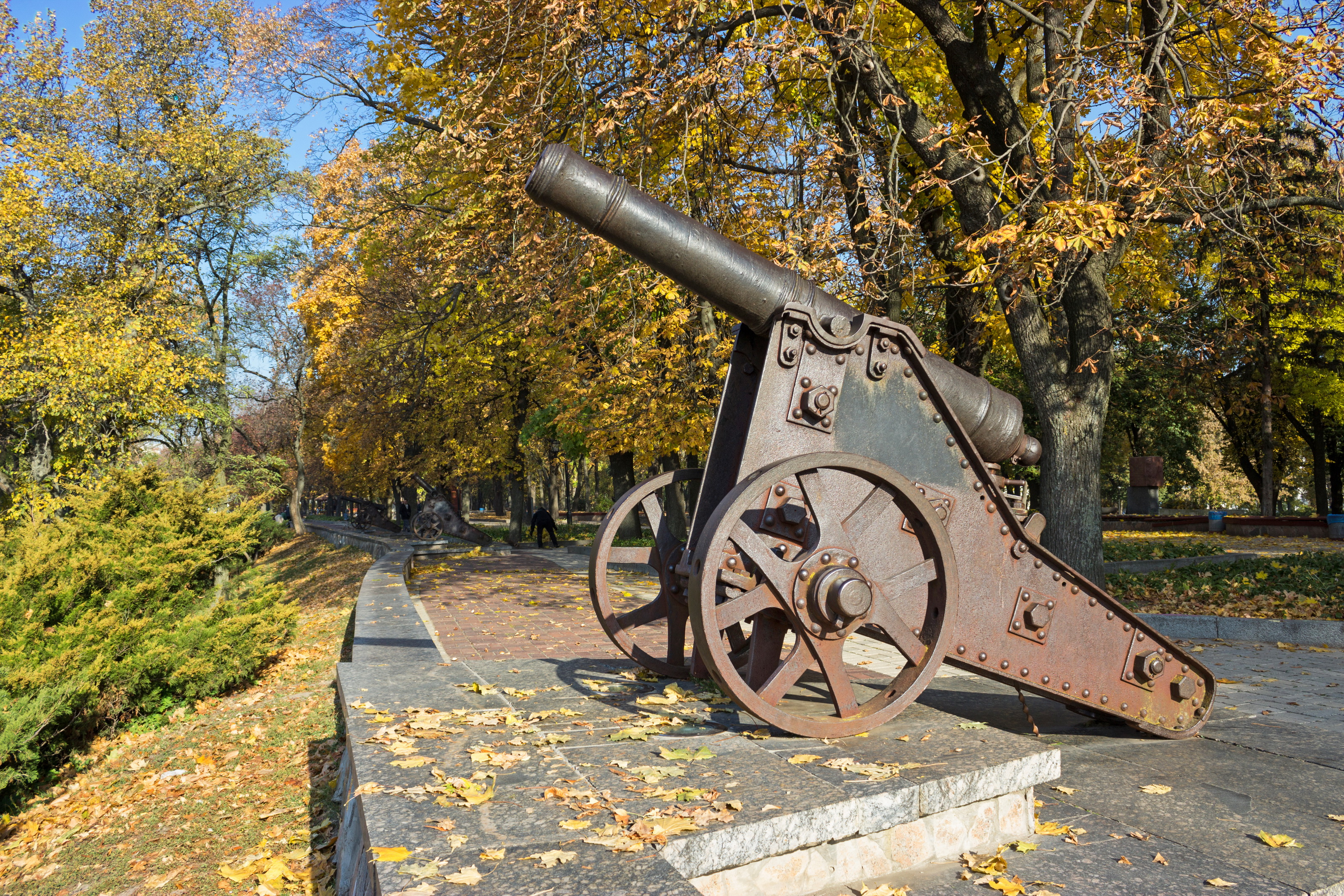
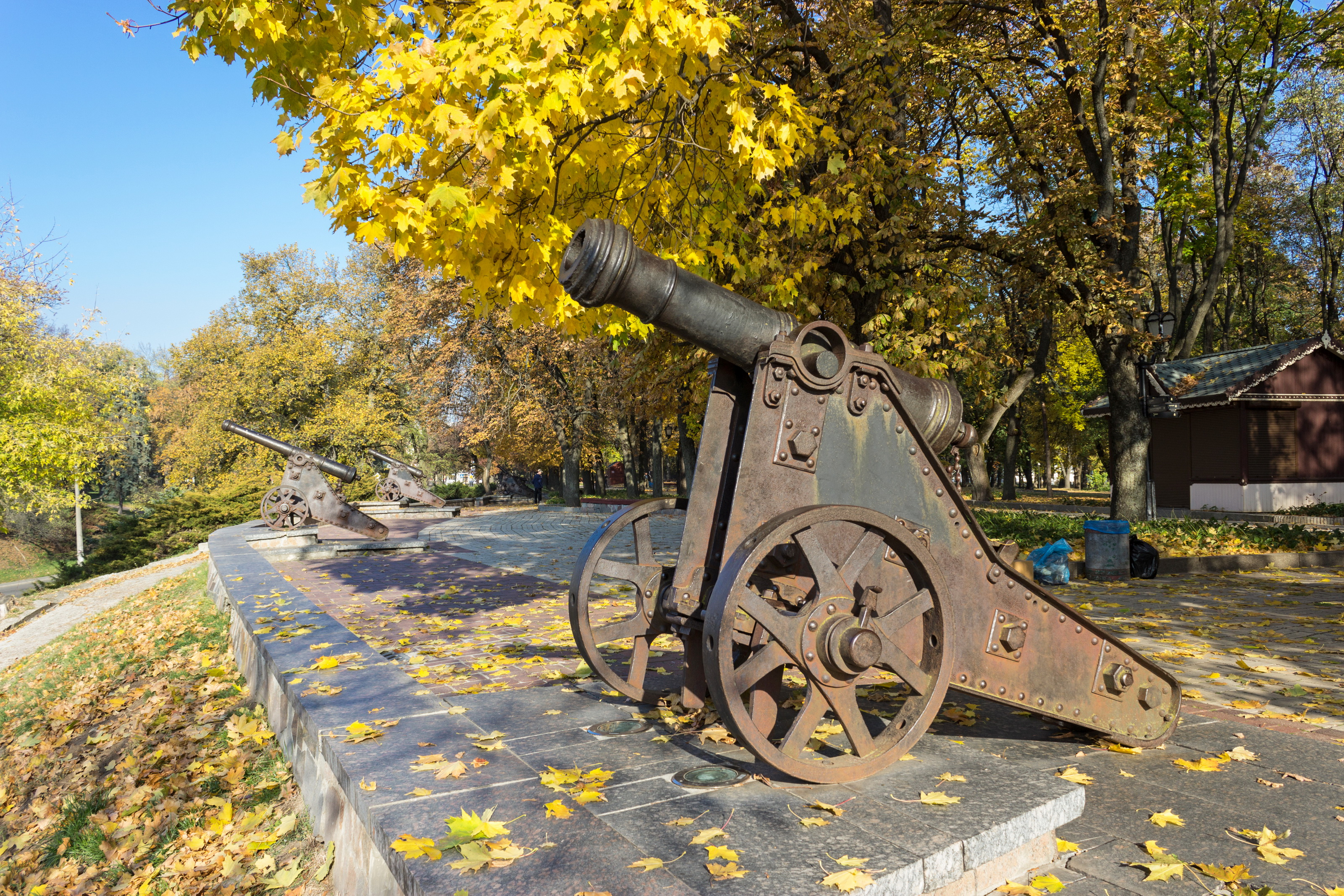
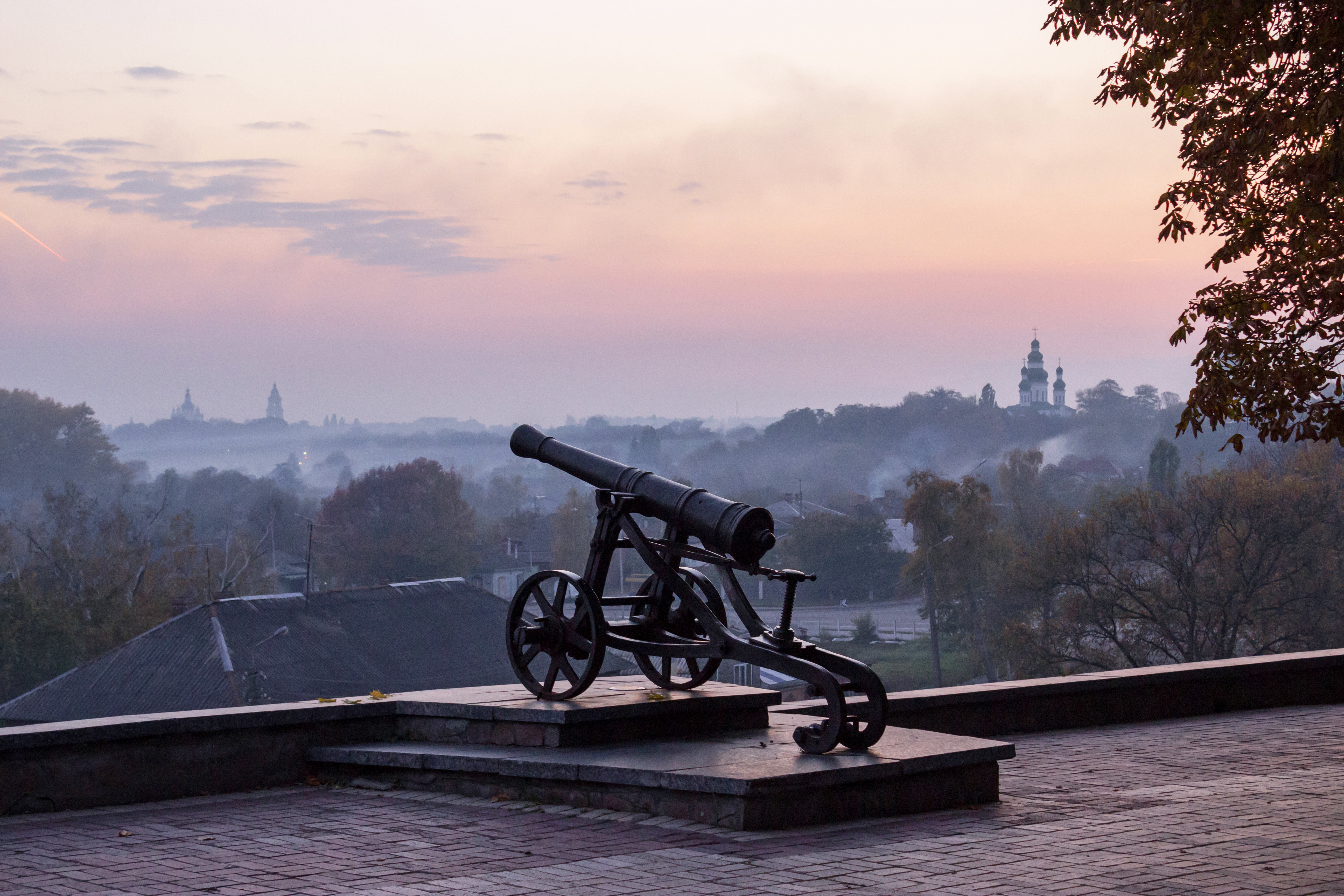
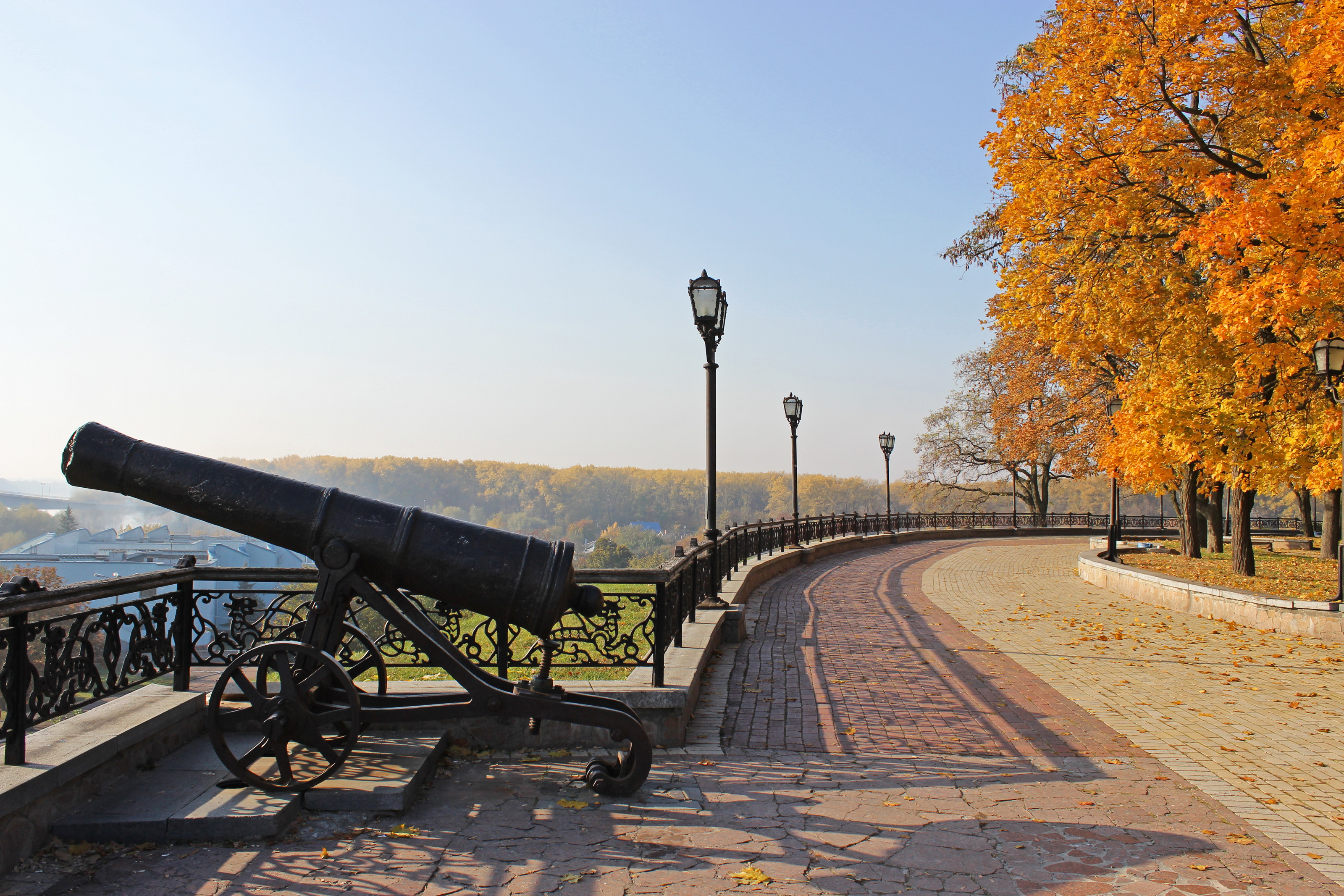
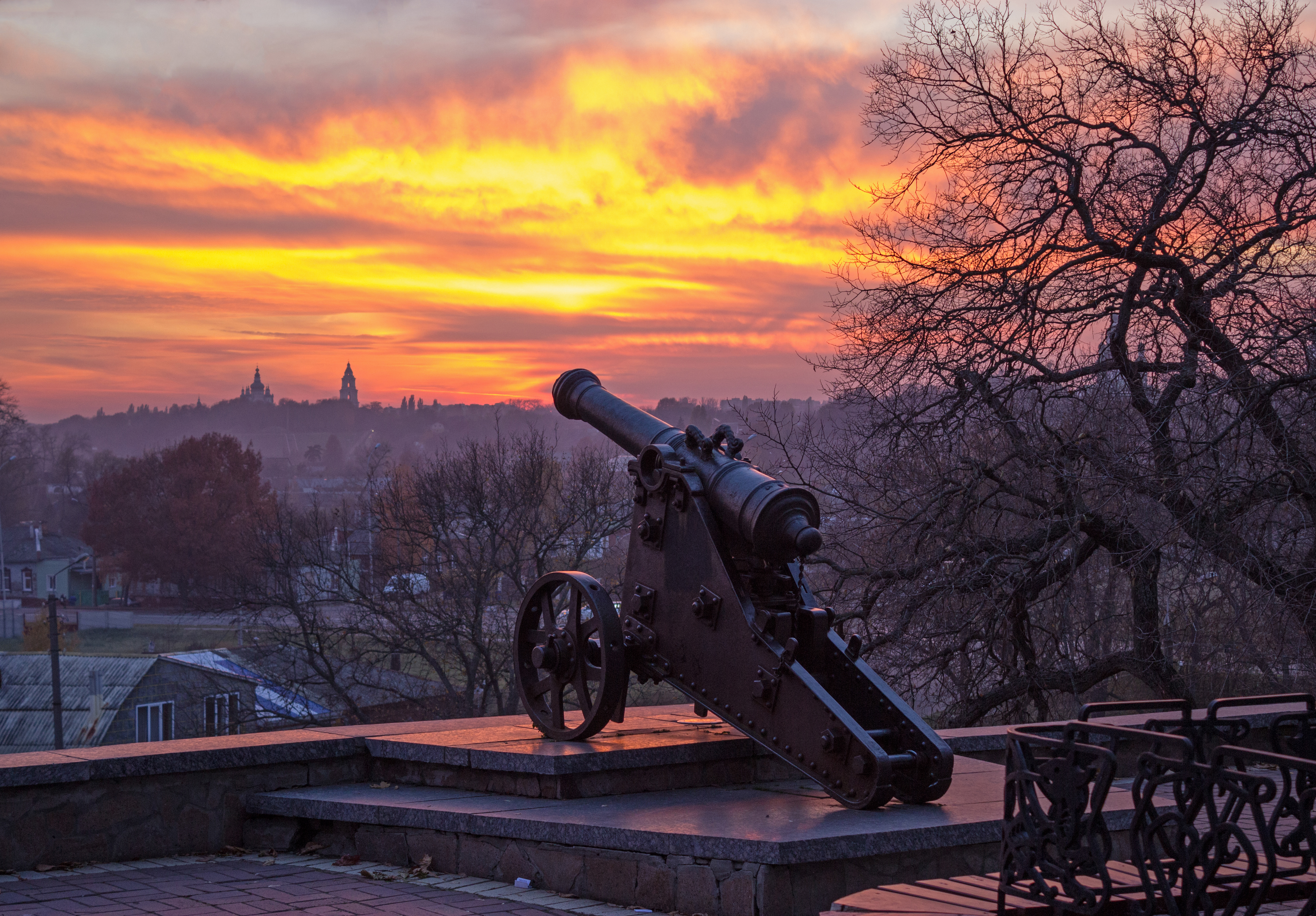